# Herzog von Chevreuse
Der Titel Herzog von Chevreuse wurde 1545 für Jean IV. de Brosse, Herzog von Étampes und Ehemann der Anne de Pisseleu d’Heilly, Mätresse des Königs Franz I. von Frankreich, geschaffen.
Die Herrschaft Chevreuse um den Ort Chevreuse südwestlich von Paris war seit dem 11. Jahrhundert im Besitz einer nach ihm benannten Familie, die auch für den Bau der Burg La Madeleine oberhalb der Stadt verantwortlich zeichnet. Zeitweise hatten die Herren von Chevreuse auch die Vogtei über die Abtei Saint-Denis inne. Später gerieten sie unter die Oberhoheit der Grafen von Montfort. Mit Jeanne de Chevreuse, die mit Pierre d’Amboise (siehe Haus Amboise) verheiratet war, starb die Familie Mitte des 14. Jahrhunderts aus.
1536 verheiratete König Franz I. der Form halber seine Mätresse Anne de Pisseleu d’Heilly mit Jean IV. de Brosse und ernannte beide in diesem Zusammenhang zu Herzog und Herzogin von Ètampes. 1545 wurde der in finanziellen Nöten steckende Jean de Brosse zum Herzog von Chevreuse ernannt, das er einige Jahre später, 1551, bereits an François de Lorraine, duc de Guise verkaufte. Dessen Bruder Charles de Lorraine, seit 1546 Erzbischof von Reims, wurde 1555 zum Herzog von Chevreuse erhoben; er starb 1574.
Die reich mit Herzogstiteln ausgestattete Familie Guise nutzte den Titel Chevreuse nicht durchgehend. Zweiter Titelträger war Claude de Lorraine, ein jüngerer Sohn von Henri I. de Lorraine, duc de Guise, der 1612 zum Herzog von Chevreuse ernannt wurde, dessen Ernennung aber erst 1627 (gegenüber dem Parlement) registriert wurde. Er heiratete 1622 Marie de Rohan, die Witwe von Charles d’Albert, duc de Luynes, die als zweite Frau mit dem Titel Chevreuse berühmt wurde.
Claude de Lorraine und Marie de Rohan hatten drei Töchter, von denen zwei ins Kloster gingen und bereits in jungen Jahren Äbtissin wurden, während die dritte, Charlotte-Marie de Lorraine (nach einem turbulenten Leben unter anderem als Mätresse des Kardinals Jean-François Paul de Gondi, Verlobte des Fürsten Armand de Bourbon, prince de Conti und später eines Neffen des Kardinals Jules Mazarin) bereits vor ihrem Vater unverheiratet verstorben war. Die Nachfolgefrage wurde dann dadurch gelöst, dass der Titel des Herzogs von Chevreuse 1677 dem Enkel Marie de Rohans aus ihrer ersten Ehe, Charles Honoré d’Albert, verliehen wurde. Seitdem wird der Titel in der Familie Albert geführt, und von dieser vor allem dazu genutzt, um den Erben des Duc de Luynes ebenfalls mit einem Herzogstitel auszustatten.

## Herren von Chevreuse
- Milon I. de Chevreuse (de Caprosia), 1024–1031 bezeugt
- Milon II. de Chevreuse, wohl dessen Sohn, 1064–1074 bezeugt
- Gui I. de Chevreuse, dessen Bruder, 1064–1074 bezeugt

- Milon le Grand, † nach 1102, Seigneur de Montlhéry et de Chevreuse, Vicomte de Troyes (Haus Montlhéry)
- Gui Troussel, † nach 1108, dessen Sohn, 1102 Seigneur de Montlhéry, de Chevreuse etc.

- Milon III., Sohn Milons II., 1118–1137 Châtelain de Chevreuse,
- Gui II. de Chevreuse, dessen Sohn, † vor 1192, Châtelain de Chevreuse, Vogt der Abtei Saint-Denis
- Philippe de Chevreuse, dessen Bruder, 1178–1179 bezeugt
- Milon IV., Sohn Guis II., von 1172 bis um 1190 bezeugt, Seigneur de Chevreuse
- Simon de Chevreuse, dessen Bruder, 1188 Seigneur de Chevreuse
- Gui III. de Chevreuse, Sohn Milons IV., Vogt von Saint-Denis, † 1209–1210
- Gui IV., dessen Sohn, Seigneur de Chevreuse, 1226 Vasall des Grafen von Montfort, † 1263
- Hervé, dessen Sohn, 1263 Seigneur de Chevreuse, † 1275–1277
- Sédile, dessen Schwester, 1280 Dame de Chevreuse, 1263–1304 bezeugt
- Anseau, Neffe Guis IV., X 1304, 1265 in Italien, 1296 Seigneur de Chevreuse
- Jeanne, † nach 1343, dessen Tochter, Dame de Chevreuse, ⚭ 1309 Pierre, Seigneur d’Amboise, † wohl 1322

## Herzöge von Chevreuse
- Jean IV. de Brosse, 1545 Duc de Chevreuse, verkauft Chevreuse 1551 (Haus Brosse), ⚭ Anne de Pisseleu d’Heilly
- Charles de Lorraine (1524–1574), 1546 Erzbischof von Reims, 1555 Duc de Chevreuse
- Claude de Lorraine, duc de Chevreuse (1578–1657), 1612 Duc de Chevreuse, ⚭1622 Marie de Rohan-Montbazon (1600–1679), Witwe von Charles d’Albert, duc de Luynes (1578–1621)

### Haus Albert
- - Louis Charles d’Albert (1620–1690), 2. Duc de Luynes, Sohn von Marie Rohan und Charles d’Albert
- Charles Honoré d’Albert (1646–1712), dessen Sohn, 1677 Duc de Chevreuse, 1698 Duc de Chaulnes, 1699 3. Duc de Luynes;
  - Honoré Charles d’Albert (1669–1704), dessen Sohn, Duc de Montfort
- Charles Philippe d’Albert (1695–1758), dessen Sohn, 4. Duc de Luynes et de Chevreuse-Montfort
- Charles Louis d’Albert (1717–1771), dessen Sohn, 5. Duc de Luynes et de Chevreuse
- Louis Joseph Charles Amable d’Albert (1748–1807), dessen Sohn, 6. Duc de Luynes etc.
- Charles Marie Paul André d’Albert (1783–1839), dessen Sohn, Duc de Luynes, de Chevreuse, de Chaulnes etc.
- Honoré Théoderic d’Albert (1802–1867), dessen Sohn, 8. Duc de Luynes etc.
- Honoré Louis Joseph d’Albert (1823–1854), dessen Sohn, Duc de Chevreuse
- Charles d’Albert (1845–1870), dessen Sohn, 9. Duc de Luynes et de Chevreuse
- Honoré d’Albert (1868–1924), dessen Sohn, 10. Duc de Luynes et de Chevreuse
- Philippe d’Albert (1905–1993), dessen Sohn, 11. Duc de Luynes et de Chevreuse
- Charles d’Albert (* 1943), dessen Sohn, Duc de Chevreuse
- Jean d’Albert (* 1945), dessen Bruder, 1993 12. Duc de Luynes et de Chevreuse